# IJsland op de Olympische Winterspelen 2014
IJsland was een van de landen die deelnam aan de Olympische Winterspelen 2014 in Sotsji, Rusland.

## Deelnemers en resultaten
(m) = mannen, (v) = vrouwen 

### Alpineskiën
| Olympiër                     | Onderdeel        | Resultaat | Prestatie                                                            |
| ---------------------------- | ---------------- | --------- | -------------------------------------------------------------------- |
| Brynjar Jokull Gudmundsson   | reuzenslalom (m) | 59e       | 1e run: 1.33,58 (65e) 2e run: 1.36,03 (61e) totaal: 3.09,61 (+24,32) |
| Brynjar Jokull Gudmundsson   | slalom (m)       | 36e       | 1e run: 1.56,85 (62e) 2e run: 1.07,72 (37e) totaal: 2.04,57 (+22,73) |
| Einar Kristinn Kristgeirsson | reuzenslalom (m) | 56e       | 1e run: 1.32,90 (63e) 2e run: 1.32,55 (54e) totaal: 3.05,45 (+20,16) |
| Einar Kristinn Kristgeirsson | slalom (m)       | DNF-2     | 1e run: 54,04 (49e) 2e run: niet gefinisht                           |
|                              |                  |           |                                                                      |
| Erla Asgeirsdottir           | reuzenslalom (v) | 52e       | 1e run: 1.30,15 (57e) 2e run: 1.31,51 (64e) totaal: 3.01,66 (+24,79) |
| Erla Asgeirsdottir           | slalom (v)       | 36e       | 1e run: 1.03,55 (45e) 2e run: 1.01,53 (36e) totaal: 2.05,08 (+20,54) |
| Helga Maria Vilhjalmsdottir  | reuzenslalom (v) | 46e       | 1e run: 1.26,39 (51e) 2e run: 1.25,52 (46e) totaal: 2.51,91 (+15,04) |
| Helga Maria Vilhjalmsdottir  | slalom (v)       | 34e       | 1e run: 1.02,69 (43e) 2e run: 1.00,53 (34e) totaal: 2.03,22 (+18,68) |
| Helga Maria Vilhjalmsdottir  | super g (v)      | 29e       | 1.33,42 (+7,90)                                                      |

### Langlaufen
| Olympiër         | Onderdeel          | Resultaat | Prestatie                      |
| ---------------- | ------------------ | --------- | ------------------------------ |
| Saevar Birgisson | sprint (m)         | 72e       | kwalificatie: 3.59,50 (+31,15) |
| Saevar Birgisson | 15 km klassiek (m) | 74e       | 45.44,2 (+7.14,5)              |